# Józef Mackiewicz
Józef Mackiewicz (São Petersburgo, 1 de abril de 1902 — Munique, 31 de janeiro de 1985) foi um escritor, novelista e publicista polonês.